# Pseudoxandra williamsii
Pseudoxandra williamsii är en kirimojaväxtart som först beskrevs av Robert Elias Fries, och fick sitt nu gällande namn av Robert Elias Fries. Pseudoxandra williamsii ingår i släktet Pseudoxandra och familjen kirimojaväxter. IUCN kategoriserar arten globalt som sårbar. Inga underarter finns listade i Catalogue of Life.